# 利济奥
利济奥（法語：Lizio，法語發音：[lizjo]）是法国莫尔比昂省的一个市镇，属于瓦讷区。

## 地理
利济奥（47°51'47"N, 2°31'34"W）面积16.96 平方千米，位于法国布列塔尼大區莫尔比昂省，该省份为法国西北部沿海省份，位于布列塔尼半岛南部，北起阿摩尔滨海省、西接菲尼斯泰尔省，南濒大西洋，东南接大西洋卢瓦尔省，东临伊勒-维莱讷省。
与利济奥接壤的市镇（或旧市镇、城区）包括：圣塞尔旺、塞朗、普吕姆莱克、克吕盖勒、瓦勒杜斯特。

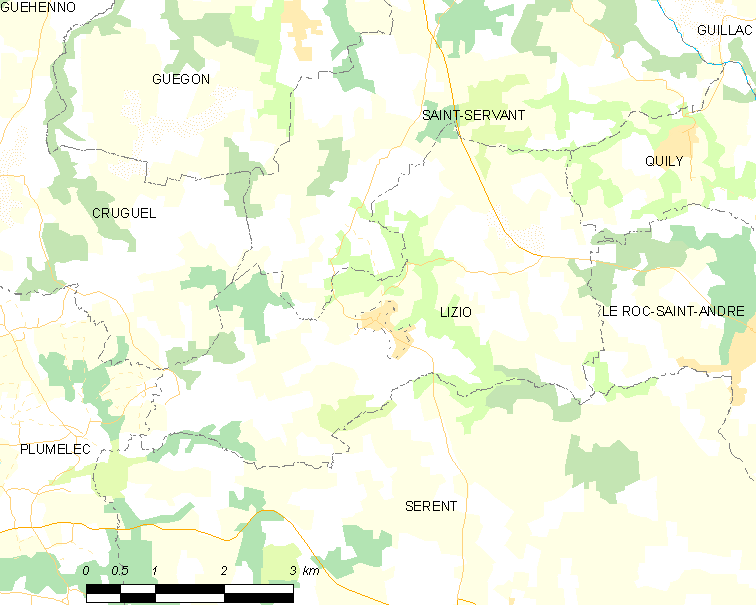
利济奥的OSM定位图

利济奥的时区为UTC+01:00、UTC+02:00（夏令时）。

## 行政
利济奥的邮政编码为56460，INSEE市镇编码为56112。

## 政治
利济奥所属的省级选区为莫雷阿克县。

## 人口

1962-2008年间利济奥人口变化图示

利济奥于2022年1月1日时的人口数量为807人。